# Le Raincy
Le Raincy là một xã trong vùng hành chính Île-de-France, thuộc tỉnh Seine-Saint-Denis, quận Le Raincy, tổng Le Raincy. Tọa độ địa lý của xã là 48° 54' vĩ độ bắc, 02° 31' kinh độ đông. Le Raincy nằm trên độ cao trung bình là 83 mét trên mực nước biển, có điểm thấp nhất là 51 mét và điểm cao nhất là 114 mét. Xã có diện tích 2,24 km², dân số vào thời điểm 1999 là 12.961 người; mật độ dân số là 5786 người/km².

## Thông tin nhân khẩu
| 1946   | 1954   | 1962   | 1968   | 1975   | 1982   | 1990   | 1999   |
| ------ | ------ | ------ | ------ | ------ | ------ | ------ | ------ |
| 12 397 | 14 242 | 14 908 | 14 224 | 13 767 | 13 187 | 13 478 | 12 961 |

## Các thành phố kết nghĩa
- Finchley, Anh
- Clusone, Ý
- Yavne, Israel

## Nhân vật nổi tiếng
- Jacques Tréfouël, (1897 – 1977), nhà hóa học
- Louis Marshall, (1633 – 1698), nhà văn
- Alexandre Chatrian (1870 – 1890), nhà văn và là thị trưởng
- Éric Raoult, chính trị gia.

## Địa điểm tham quan
- Nhà thờ Notre-Dame du Raincy.